# Ханс-Јерг Бут
Ханс-Јерг Бут (28. мај 1974, Олденбург) је бивши немачки фудбалер, који је играо на позицији голмана. Познат по томе што је постизао голове са пенала, као и по томе што је ишао у напад када његова екипа јури резултат пред сам крај утакмице. У Бундеслиги је постигао 26 голова.

## Клупска каријера
Бут је почео професионалну каријеру у Олденбургу, са којим је изборио пласман у Другу лигу 1996. Лета 1997. прелази у редове прволигаша Хамбургера. У сезони 1998/99. је постигао 7 голова са пенала у Бундеслиги, а следеће сезоне 9 голова. Бут прелази у Бајер Леверкузен 2001. године, где је био редован стартер. Са Бајером је већ у првој сезони стигао до финала Купа Немачке, где је Бајер изгубио од Шалкеа 4:2, као и до финала Лиге шампиона, где је Бајер изгубио од Реал Мадрида 2:1.
Због предности коју је на голу добио млади Рене Адлер, након 6 година у Бајеру Бут прелази у Бенфику. У Бенфици остаје само једну сезону, где је у односу на њега предност имао Ким, па је након Бенфике прешао у Бајерн Минхен. У Бајерну је у почетку био замена младом Михаелу Ренсингу, али је већ у другом делу сезоне 2008/09. Ренсинг замењен након пораза од Волфсбурга 5:1, као и касније повреде. Сезоне 2009/10. Бут је редовно бранио у Бајерну, са којим је дошао до свог другог финала Лиге шампиона, где је Бајерн изгубио од Интера 2:0. Сезоне 2010/11. је на кратко поново изгубио место првог голмана, које је заузео млади Томас Крафт, али се убрзо вратио на место првог голмана, па је тако одиграо 23 утакмице у Бундеслиги. Сезоне 2011/12. замена је за новог голмана Бајерна, Мануела Нојера, па на крају сезоне завршава каријеру.

## Репрезентативна каријера
Бут је одиграо само 4 утакмице за репрезентацију Немачке, највише због тога јер је често био замена за Оливера Кана или Јенса Лемана. За Немачку је одиграо 3 пријатељске утакмице, дебитовавши против Лихтенштајна 7. јуна 2000. Једину такмичарску утакмицу је одиграо против Уругваја на Светском првенству 2010, у утакмици за 3. место.

## Занимљивости
Бут је у Лиги шампиона постигао 3 гола са пенала за 3 различита клуба (Хамбургер, Бајер Леверкузен и Бајерн Минхен), и то сва 3 против Јувентуса.
Бут је за Бајер Леверкузен сезоне 2003/04. постигао гол са пенала против Шалкеа. Након гола и прославе са саиграчима, није стигао да дође до свог гола, па је то искористио Шалкеов играч Мике Ханке постигавши гол са пола терена, одмах након извођења почетног ударца.

## Трофеји
Бајерн Минхен
- Бундеслига: 2009/10
- Куп Немачке: 2009/10
- Суперкуп Немачке: 2010